# Kellie Wells
Kellie Wells (Richmond, 16 luglio 1982) è un'ostacolista statunitense.

## Progressione

### 60 metri ostacoli indoor
| Stagione | Tempo | Luogo        | Data      | Rank. Mond. |
| -------- | ----- | ------------ | --------- | ----------- |
| 2014     | 8"08  | Karlsruhe    | 1-2-2014  | 31ª         |
| 2011     | 7"79  | Albuquerque  | 27-2-2011 | 1ª          |
| 2010     | 7"98  | Albuquerque  | 28-2-2010 | 17ª         |
| 2009     | 8"10  | Stoccarda    | 7-2-2009  | 38ª         |
| 2008     | 8"00  | Karlsruhe    | 10-2-2008 | 17ª         |
| 2008     | 8"00  | Düsseldorf   | 8-2-2008  | 17ª         |
| 2007     | 8"11  | Boston       | 27-1-2007 | 37ª         |
| 2006     | 8"08  | Fayetteville | 10-3-2006 | 386ª        |
| 2006     | 8"08  | Landover     | 18-2-2006 | 386ª        |
| 2005     | 8"09  | Fayetteville | 11-3-2005 | 28ª         |
| 2004     | 8"32  | Blacksburg   | 13-2-2004 | 102ª        |

### 100 metri ostacoli
| Stagione | Tempo | Luogo       | Data      | Rank. Mond. |
| -------- | ----- | ----------- | --------- | ----------- |
| 2014     | 12"68 | Des Moines  | 26-4-2014 | 9ª          |
| 2013     | 12"54 | Des Moines  | 22-6-2013 | 7ª          |
| 2012     | 12"48 | Londra      | 7-8-2012  | 3ª          |
| 2011     | 12"50 | Eugene      | 26-6-2011 | 4ª          |
| 2010     | 12"84 | Liegi       | 13-7-2010 | 21ª         |
| 2010     | 12"84 | Des Moines  | 26-6-2010 | 21ª         |
| 2009     | 13"01 | Gainesville | 3-4-2009  | 44ª         |
| 2008     | 12"58 | Eugene      | 6-7-2008  | 10ª         |
| 2007     | 12"93 | Bydgoszcz   | 10-6-2007 | 32ª         |
| 2006     | 13"25 | New York    | 3-6-2006  | 86ª         |
| 2005     | 13"57 | Durham      | 9-4-2005  | 192ª        |
| 2004     | 13"25 | Austin      | 10-6-2004 | 98ª         |
| 2003     | 13"96 | Atlanta     | 17-5-2003 | 437ª        |

## Palmarès
| Anno | Manifestazione  | Sede   | Evento   | Risultato | Prestazione | Note                          |
| ---- | --------------- | ------ | -------- | --------- | ----------- | ----------------------------- |
| 2011 | Mondiali        | Taegu  | 100 m hs | Finale    | dnf         |                               |
| 2012 | Giochi olimpici | Londra | 100 m hs | Bronzo    | 12"48       | Miglior prestazione personale |

## Campionati nazionali
- 1 volta campionessa nazionale nei 100 metri ostacoli (2011)
- 1 volta campionessa nazionale indoor nei 60 metri ostacoli (2011)

2008
- Bronzo ai Campionati statunitensi indoor, 60 m hs - 8"02

2010
- Argento ai Campionati statunitensi, 100 m hs - 12"84

2011
- Oro ai Campionati statunitensi indoor, 60 m hs - 7"79
- Oro ai Campionati statunitensi, 100 m hs - 12"50

2012
- Argento ai Campionati statunitensi, 100 m hs - 12"77